# 부분 압력

대기압은 구성 가스(산소, 질소, 아르곤, 수증기, 이산화탄소 등)의 부분압력의 합과 대략 같다.

기체 혼합물에서 각 구성 기체는 마치 동일한 온도에서 원래 혼합물의 전체 부피를 단독으로 점유하는 것처럼 해당 구성 가스의 개념적 압력인 부분 압력(partial pressure, 부분압, 분압)을 갖는다. 이상 기체 혼합물의 전체 압력(total pressure)은 혼합물 내 기체 부분 압력의 합이다(돌턴의 법칙).

## 같이 보기
- 산소-혈색소 해리 곡선